# 张敏 (中将)
张敏（1925年—2017年7月20日），河北定州人，中国人民解放军中将。

## 生平
张敏是河北定县（今定州）人，1937年10月参加中国共产党领导的革命，1938年4月加入中国共产党。抗日战争时期，历任宣传员、干事、分队长、连副政治指导员、参谋等职，参加了讨伐顽军、反“扫荡”、反“蚕食”等等战役战斗。解放战争中，历任干事、大队总支书记、师直属队特派员、营政治教导员等职，先后参加了辽沈战役、平津战役、广州战斗等战役战斗。中华人民共和国成立后，历任团政治处副主任、主任，团副政委、政委、团长，副处长、处长、工区主任、第二十七试验训练基地司令员等职，参加了抗美援朝战争。后任国防科学技术工业委员会参谋长。
张敏是第八届全国政协委员。1955年被授予少校军衔，1988年被授予中将军衔。曾获三级独立自由勋章、三级解放勋章、独立功勋荣誉章。
2017年7月20日，张敏在北京病逝，享年92岁。